# Ghawar
Ghawar is een olieveld in Saoedi-Arabië. Het veld ligt ongeveer 100 kilometer ten zuidwesten van de stad Dharaan. Met een omtrek van 280 bij 30 kilometer is Ghawar het grootste conventionele olieveld ter wereld. Het veld is in zijn geheel eigendom van Saudi Aramco.
Er is relatief weinig bekend over Ghawar daar zowel de eigenaar als de overheid van Saoedi-Arabië het veld streng bewaken, en maar weinig informatie prijsgeven.

## Geologie
Ghawar bestrijkt een anticline met aardlagen die dateren uit het Carboon, ongeveer 320 miljoen jaar geleden. De structuur is grotendeels gevormd door tektonische activiteit gedurende het Krijt Reservoirstenen zijn Arba-D kalkstenen uit het Jura.

## Geschiedenis
Historisch gezien is Ghawar opgedeeld in vijf productiegebieden. Van noord naar zuid: Ain Dar en Shedgum, 'Uthmaniyah, Hawiyah en Haradh. De grote oase van Al-Hasa en de stad Hofuf bevinden zich aan de oostelijke flank van Ghawar.
Ghawar werd ontdekt in 1948, en in 1951 volop in gebruik genomen. Sommige bronnen beweren dat Ghawar in 2005 zijn piek heeft bereikt, maar dit wordt tegengesproken door de eigenaren van het veld.

## Productie
Ongeveer 60 tot 65% van alle olie die tussen 1948 en 2000 is geproduceerd in Saoedi-Arabië is afkomstig uit Ghawar. Tot eind 2005 was de productie ongeveer 60 miljard vaten.